# Arthur Johnson
Arthur Johnson (rođen 12. travnja 1879.) bio je engleski trener i nogometaš koji je igrao na poziciji ofenzivnog veznog u madridskom Realu.

## Karijera
Poznat je po tome što je postigao prvi natjecateljski pogodak za Kraljevski klub. Bilo je to 13. svibnja 1902. u El Clásicu protiv Barcelone. Real je tu utakmicu izgubio 3:1. Već godinu dana kasnije odlučio je završiti karijeru nogometaša i posvetiti se onoj trenera. Bio je prvi Realov trener u razdoblju od 1910. do 1920. Jedini koji je više bio na klupi Reala je Miguel Muñoz koji je Real trenirao 14 godina u razdoblju od 1960. do 1974. On je bio glavni zagovaratelj da dresovi budu bijele boje.
Kao nogometaš, Johnson je osvojio četiri Kupa kralja, a s Realom je osvojio, tekođer, četiri regionalna prvenstva Kastilje te jedan Kup kralja 1917. Poslije prelazi na klupu baskijskog Athletica iz Bilbaa. Jedan je od važnijih ličnosti u povijesti Reala. Kako je već napisano, prvi je postigao pogodak za Real, bio je njegovim prvim trenerom te osobom zbog koje Real danas nosi bijele dresove.

## Uspjesi s Realom

### Kao igrač
- Kup kralja (4): 1905., 1906., 1907., 1908.
- Regionalno prvenstvo Kastilje (6): 1903., 1904., 1905., 1906., 1907., 1908.

### Kao trener
- Kup kralja (1): 1917.
- Regionalno prvenstvo Kastilje (4): 1913., 1916., 1917., 1918.

## Vanjske poveznice
- Arthur Johnson - Profil na Realovoj stranici